# به من دست نزن
به من دست نزن (انگلیسی: Touch Me Not) فیلمی درام به کارگردانی آدینا پینتیلی محصول سال ۲۰۱۸ سینمای رومانی است. فیلم خرس طلایی شصت‌وهشتمین دورهٔ جشنواره فیلم برلین را گرفت.